# Whitney Houston (Album)
Whitney Houston ist das Debütalbum von Whitney Houston, das im Februar 1985 erschien. Es wurde 22 Millionen Mal verkauft und zählt damit zu den weltweit meistverkauften Musikalben.

## Geschichte
Nachdem Houston in einer New Yorker Diskothek aufgetreten war, entdeckte Clive Davis ihr Talent und glaubte an ihr Potenzial. Sie unterzeichnete daraufhin einen Plattenvertrag.
Anfang 1984 begannen die Arbeiten an dem Album. Zunächst fiel Davis die Auswahl der Songs für das Album schwer. Da zu dieser Zeit ähnliche Pop- und Dance-Künstler beliebt waren, fühlten sich viele Songwriter durch Houstons Gesangsstimme inspiriert. Als Songwriter wurden unter anderem Narada Michael Walden, Michael Masser und Kashif beauftragt.
All at Once ist eine Singleauskopplung, die von Michael Masser und Jeffrey Osborne geschrieben und von Houston für das Album aufgenommen wurden. Der Song wurde 1985/1986 als Single in Japan und mehreren europäischen Ländern veröffentlicht und avancierte zum ersten Hit für Houston in den Niederlanden. Sie sang das Lied auch bei den American Music Awards 1987.
Anfänglich fand das Album auf dem Musikmarkt noch keine große Resonanz, doch nach der Veröffentlichung von You Give Good Love als Single, profitierte die LP vom Erfolg und landete im März 1986 an der Spitze der Billboard-Charts, wo es insgesamt 14 Wochen blieb.
Von allen Alben, die Houston veröffentlichte, verkaufte sich dieses am besten – ausgenommen der Soundtrack zum 1992 erschienenen Film Bodyguard, an dem Houston jedoch nicht alleine beteiligt war, sondern lediglich sechs Songs beisteuerte. In der Liste der 500 besten Alben aller Zeiten des Rolling Stone belegt das Album Platz 254.
Das Album wurde bei den Grammy Awards 1986 in der Kategorie Album des Jahres nominiert. Der Song Saving All My Love for You wurde in der Kategorie Beste weibliche Gesangsdarbietung ausgezeichnet.

## Titelliste
1. You Give Good Love
2. Thinking About You
3. Someone for Me
4. Saving All My Love for You
5. Nobody Loves Me Like You Do (feat. Jermaine Jackson)
6. How Will I Know
7. All at Once
8. Take Good Care of My Heart (feat. Jermaine Jackson)
9. Greatest Love of All
10. Hold Me (feat. Teddy Pendergrass)

## Singleauskopplungen
| Jahr | Titel                      | Höchstplatzierung, Gesamtwochen/‑monate, AuszeichnungChartplatzierungen (Jahr, Titel, , Platzierungen, Wochen/Monate, Auszeichnungen, Anmerkungen) | Höchstplatzierung, Gesamtwochen/‑monate, AuszeichnungChartplatzierungen (Jahr, Titel, , Platzierungen, Wochen/Monate, Auszeichnungen, Anmerkungen) | Höchstplatzierung, Gesamtwochen/‑monate, AuszeichnungChartplatzierungen (Jahr, Titel, , Platzierungen, Wochen/Monate, Auszeichnungen, Anmerkungen) | Höchstplatzierung, Gesamtwochen/‑monate, AuszeichnungChartplatzierungen (Jahr, Titel, , Platzierungen, Wochen/Monate, Auszeichnungen, Anmerkungen) | Höchstplatzierung, Gesamtwochen/‑monate, AuszeichnungChartplatzierungen (Jahr, Titel, , Platzierungen, Wochen/Monate, Auszeichnungen, Anmerkungen) | Höchstplatzierung, Gesamtwochen/‑monate, AuszeichnungChartplatzierungen (Jahr, Titel, , Platzierungen, Wochen/Monate, Auszeichnungen, Anmerkungen) | Anmerkungen                                                   |
| Jahr | Titel                      | DE | AT | CH | UK | US | R&B | Anmerkungen                                                   |
| ---- | -------------------------- | --- | --- | --- | --- | --- | --- | ------------------------------------------------------------- |
| 1984 | Hold Me                    | — | — | — | UK44 (7 Wo.)UK | US46 (18 Wo.)US | R&B5 (16 Wo.)R&B | Erstveröffentlichung: 24. Mai 1984 mit Teddy Pendergrass      |
| 1985 | Thinking About You         | — | — | — | — | — | R&B10 (15 Wo.)R&B | Erstveröffentlichung: 11. Januar 1985                         |
| 1985 | You Give Good Love         | — | — | — | UK93 (1 Wo.)UK | US3 Platin · (21 Wo.)US | R&B1 (28 Wo.)R&B | Erstveröffentlichung: 22. Februar 1985 Verkäufe: + 1.000.000  |
| 1985 | Saving All My Love for You | DE18 (15 Wo.)DE | AT12 (1½ Mt.)AT | CH5 (16 Wo.)CH | UK1 Gold · (19 Wo.)UK | US1 Platin · (22 Wo.)US | R&B1 (21 Wo.)R&B | Erstveröffentlichung: 3. August 1985 Verkäufe: + 3.000.000    |
| 1985 | How Will I Know            | DE26 (9 Wo.)DE | AT28 (½ Mt.)AT | CH11 (9 Wo.)CH | UK5 Gold · (13 Wo.)UK | US1 Platin · (24 Wo.)US | R&B1 (19 Wo.)R&B | Erstveröffentlichung: 22. November 1985 Verkäufe: + 2.700.000 |
| 1986 | Greatest Love of All       | DE30 (10 Wo.)DE | AT25 (1 Mt.)AT | CH20 (5 Wo.)CH | UK8 Silber · (13 Wo.)UK | US1 Platin · (24 Wo.)US | R&B3 (17 Wo.)R&B | Erstveröffentlichung: 14. März 1986 Verkäufe: + 2.500.000     |

## Kommerzieller Erfolg

### Chartplatzierungen
| ChartsChartplatzierungen       | Höchstplatzierung | Wochen |
| ------------------------------ | ----------------- | ------ |
| Deutschland (GfK)              | 2 (69 Wo.)        | 69     |
| Österreich (Ö3)                | 9 (15 Wo.)        | 15     |
| Schweiz (IFPI)                 | 2 (33 Wo.)        | 33     |
| Vereinigte Staaten (Billboard) | 1 (176 Wo.)       | 176    |
| Vereinigtes Königreich (OCC)   | 2 (119 Wo.)       | 119    |

| ChartsJahrescharts (1986) | Platzierung |
| ------------------------- | ----------- |
| Deutschland (GfK)         | 4           |
| Österreich (Ö3)           | 17          |
| Schweiz (IFPI)            | 1           |

### Auszeichnungen für Musikverkäufe
| Land/Region                  | Auszeichnungen für Musikverkäufe (Land/Region, Auszeichnung, Verkäufe) | Verkäufe   |
| ---------------------------- | ---------------------------------------------------------------------- | ---------- |
| Australien (ARIA)            | 5× Platin                                                              | 350.000    |
| Belgien (BRMA)               | Gold                                                                   | 25.000     |
| Brasilien (PMB)              | —                                                                      | 250.000    |
| Dänemark (IFPI)              | Gold                                                                   | 10.000     |
| Deutschland (BVMI)           | Platin                                                                 | 500.000    |
| Finnland (IFPI)              | Gold                                                                   | 29.109     |
| Frankreich (SNEP)            | Gold                                                                   | 100.000    |
| Hongkong (IFPI/HKRIA)        | Platin                                                                 | 20.000     |
| Italien (FIMI)               | Platin                                                                 | 250.000    |
| Japan (RIAJ)                 | Gold                                                                   | 100.000    |
| Kanada (MC)                  | Diamant                                                                | 1.000.000  |
| Neuseeland (RMNZ)            | 3× Platin                                                              | 60.000     |
| Niederlande (NVPI)           | Platin                                                                 | 100.000    |
| Norwegen (IFPI)              | Platin                                                                 | 100.000    |
| Österreich (IFPI)            | Platin                                                                 | 50.000     |
| Schweden (IFPI)              | 2× Platin                                                              | 200.000    |
| Südafrika (RISA)             | Gold                                                                   | 25.000     |
| Vereinigte Staaten (RIAA)    | 14× Platin                                                             | 14.000.000 |
| Vereinigtes Königreich (BPI) | 4× Platin                                                              | 1.200.000  |
| Insgesamt                    | 6× Gold · 24× Platin · 2× Diamant ·                                    | 18.369.109 |

Hauptartikel: Whitney Houston/Auszeichnungen für Musikverkäufe